# 新大雄的恐龍
《多啦A夢：新大雄的恐龍》是2006年3月4日公映的第26部哆啦A夢電影作品（水田版系列的第1作和原作漫畫誕生35週年的紀念作品）。本作品改編自《大雄的恐龍》，但有不少地方與原作有出入（例如結局部份）。另外在特別版中附帶了渡邊步繪制的繪本《大雄的恐龍》。另外還發行了《哆啦A夢‧大雄的恐龍2006 DS》。此外岡田康則也繪制了漫畫《哆啦A夢〈大雄的恐龍2006 DS〉原創喜劇》。該作品是首部重製作品，票房收入達32.8億日圓，而且作品中的傷感主義也獲得了一些好評。被認為是藤子去世后較好的大長篇作品。该作品获得了第1回Invitation AWARDS動畫大獎（與《跳躍吧！時空少女》同時受賞）。

## 配音員

### 預告片旁白
- 香港：林保全

### 原著角色
| 角色       | 配音員     | 配音員   | 配音員   | 配音員   | 配音員   | 配音員   | 配音員   |
| 角色       | 日本       | 臺灣     | 臺灣     | 臺灣     | 香港     | 中国大陆 | 中国大陆 |
| 角色       | 日本       | 國語     | 國語     | 客語     | 香港     | 上译     | 央视     |
| 角色       | 日本       | 首映     | 重配     | 客語     | 香港     | 上译     | 央视     |
| 原著角色   | 原著角色   | 原著角色 | 原著角色 | 原著角色 | 原著角色 | 原著角色 | 原著角色 |
| ---------- | ---------- | -------- | -------- | -------- | -------- | -------- | -------- |
| 哆啦A梦    | 水田山葵   | 陳美貞   | 陳美貞   | 劉韶蕙   | 林保全   | 曾丹     | 王洲     |
| 大雄       | 大原惠     | 劉如蘋   | 楊凱凱   | 徐敏莉   | 曾慶珏   | 黄笑嬿   | 吴鹏     |
| 靜香       | 嘉數由美   | 林美秀   | 許淑嬪   | 王旻瑛   | 梁少霞   | 詹佳     | 孟盛楠   |
| 胖虎       | 木村昴     | 宋克軍   | 于正昌   | 黃振尉   | 陳卓智   | 吴磊     | 胡悦鑫   |
| 小夫       | 関智一     | 李世揚   | 劉傑     | 陳佾玄   | 黃鳳英   | 翟巍     |          |
| 野比玉子   | 三石琴乃   | 林美秀   | 許淑嬪   | 彭月春   | 區瑞華   | 叶露     |          |
| 野比大助   | 松本保典   | 宋克軍   | 劉傑     | 賴家昌   | 張炳強   | 程玉珠   |          |
| 小夫媽媽   | 高山南     | 陳美貞   | 陳美貞   | 徐佑驊   |          | 黄莺     |          |
| 孕婦       | 倉田雅世   |          | 陳美貞   | 徐佑驊   |          |          |          |
| 電影角色   |            |          |          |          |          |          |          |
| 皮皮       | 神木隆之介 |          | 于正昇   | 彭月春   |          | 张妲     | 杨帆     |
| 黑衣人     | 船越英一郎 | 陳宏瑋   | 黃天佑   | 西西歪   | 張炳強   | 桂楠     | 曹震     |
| 德爾曼斯坦 | 內海賢二   |          | 于正昌   | 楊明剛   | 葉振聲   | 刘风     | 于胜春   |

## 人物介紹
| 角色             | 配音員                           | 介紹 |
| ---------------- | -------------------------------- | --- |
| 皮皮(嗶之助)     | 神木隆之介                       | 大雄所孵育出的的雙葉頸龍。性格溫和撒嬌。因為是大雄带大的，因此就像父母一样的怀念大雄。雙葉頸龍是海生爬行綱的長頸龍，嚴格来说與恐龍不同。同時，现在的研究认为長頸龍是胎生或卵胎生动物，不通过生蛋来繁殖后代。             |
| 崖下的叔叔       | 劇団ひとり                       | 大雄在挖掘恐龍蛋的時候弄髒了他的汽车和院子，但卻因此而偶然发现了恐龙蛋化石。 |
| 時空警察長官     | 劇団ひとり                       | 未來世界中專門逮捕時空犯罪者的部隊。在任何時間和地點活動，最後碰到大雄他們並對他們敬禮表示感謝。 |
| 時空警察隊員     | 大橋卓弥、常田真太郎（無限開關） | 未來世界中專門逮捕時空犯罪者的部隊。在任何時間和地點活動，最後碰到大雄他們並對他們敬禮表示感謝。 |
| 黑衣人(恐龍獵人) | 船越英一郎                       | 从未来世界来打算买恐龙的非法狩猎者。是德尔曼斯坦的傭兵，事跡敗露後企圖搭乘時光機逃走並揚言要大雄他們跟恐龍一起陪伴變成化石，但時光機洞口被關閉且時光機遭到落石壓垮，最後與其他人困在關恐龍的籠子遭到上銬被時空警察逮捕。 |
| 德尔曼斯坦       | 内海賢二                         | 來自24世紀（2314年)，住在巨大城市里的大富豪，有收集恐龍的爱好。为了得到「與人親近的恐龍」嗶之助而雇佣恐龍獵人，最後與其他人困在關恐龍的籠子遭到上銬被時空警察逮捕，並對自己虐待過的恐龍道歉。                            |

## 工作人員
本片由出身於吉卜力工作室的小西賢一擔任美術指導。而森久司、松本憲生、橋本晉治等著名動畫師也加入製作團隊中，各自繪出的風格也出現在本片中。
美術背景則以美術指導西田稔以寫實方式描繪，配合木船德光率領的IKIF+視覺特技公司所製作的視覺特技而顯得在背景繪畫時隨心所欲。
本片製作初期，小學館製作株式會社參加了本片的出資及製作。
- 原作：藤子·F·不二雄
- 總導演：楠葉宏三
- 導演、故事圖 (storyboard) 繪製：渡邊步
- 編劇：渡邊步、楠葉宏三
- 演出（導演助理）：宮下新平
- 繪畫指導：小西賢一
- 動畫檢查：大野順子、山西晃嗣、澤田裕美、八木郁乃
- 色彩設計：松谷早苗、崛越智子
- 色彩檢查：吉田春繪
- 仕上檢查：今泉ひろみ
- 仕上擔當：野中幸子
- 特別效果攝影：千葉豐
- 美術指導：西田稔
- 視覺效果指導：木船德光
- 視覺效果製作：IKIF+
- 攝影指導：熊谷正弘 (Anime Film)
- 剪接：岡安肇 (岡安Promotion)
- 剪接數據管理：三宅圭貴
- 錄音指導：田中章喜
- 動作音效設計：糸川幸良 (Group And I)
- 音效後期製作：AUDIO PLANNING U株式會社
- 音響製作辦理：中村友子、佐佐木愛
- 錄音室：APU MEGURO STUDIO
- 混音師：田口信孝
- 助理混音：村越直
- 對話剪接：山本壽、內山敬章、金子俊也
- 原創音樂：澤田完
- 音響工程師 (Sound engineer)：北川照明
- 助理音響工程師：奈良美幸
- 底片沖印：株式會社東京現像所
- 底片調光師 (Color timing)：吉川富雄
- 底片輸出技術員：增田悅史
- 沖印室聯絡 (Lab. coordinator)：大渕智一
- 沖印室管理 (Lab. management)：加藤善仁
- 附加動畫繪畫：麥原伸太郎
- 附加動畫製作：Time Machine 株式會社（タイムマシン）
- 原畫製作：別紙直樹
- 制作事務：杉野友紀、服部高弘、宮澤英太郎
- 製作辦理：外崎真、山崎智史
- 監製：小倉久美、吉川大祐、山崎立士
- 執行監製（出品人）：増子相二郎、杉山登
- 動畫製作：SHIN-EI動畫株式會社
- 動畫製作協力：Vega Entertainment (ベガエンタテイメント) （松土隆二、武井健、笠木昇、安本久美子、河村武雄）
- 出品：電影多啦A夢製作委員會（藤子製作株式會社、小學館株式會社、朝日電視台株式會社、SHIN-EI动画株式會社、ADK (Asatsu-DK)、小學館製作株式會社）

## 主題歌
| 歌曲                                              | 作詞                 | 作曲                 | 编曲                 | 演唱                                   |
| ------------------------------------------------- | -------------------- | -------------------- | -------------------- | -------------------------------------- |
| 《擁抱吧》                                        | 阿木燿子             | 宇崎龍童             | 京田誠一             | 夏川里美                               |
| 《我的声音》(ボクノート)                          | 大橋卓彌・常田真太郎 | 大橋卓彌・常田真太郎 | 大橋卓彌・常田真太郎 | 無限開關（BMG JAPAN／AUGUSTA RECORDS） |
| 《爱的大冒险》 台湾版主题曲，《我的声音》翻唱版。 | 庄景云               | 大桥卓弥・常田真太郎 | 大桥卓弥・常田真太郎 | 音樂鐵人／主唱：劉明峰（音樂鐵人）     |

## 票房
| 2005年： 《神奇寶貝劇場版：夢幻與波導的勇者 路卡利歐》 | 全球年度最高日本動畫電影票房 2006年 | 2007年： 《神奇寶貝劇場版：決戰時空之塔 帝牙盧卡VS帕路奇犽VS達克萊伊》 |

## 電影口號
- 日本：為了你，我會努力到底（君がいるから、がんばれる。）（2006年3月4日公映）
- 香港：讓多啦A夢與你一起穿越時空，勇闖恐龍世紀（2007年7月26日公映）
- 中國大陆：超越時空的愛和勇氣（2007年7月20日公映）
- 台灣：超越時空的愛與勇氣（2007年9月14日公映）

## 新版與舊作的差異
| 情節                        | 新版情景               | 舊版情景               |
| --------------------------- | ---------------------- | ---------------------- |
| (名稱)                      | 皮皮                   | 嗶之助                 |
| 小夫的雷龍模型              | 被靜香弄壞             | 沒有                   |
| 大雄發誓(用鼻子吃)的原因    | 被小夫和胖虎誤會為說謊 | 妒忌小夫擁有恐龍化石   |
| 大雄被小夫和胖虎誤會        | 有                     | 沒有                   |
| 皮皮險被生物學會捕捉        | 有                     | 沒有                   |
| 多啦A夢把成長促進劑借給大雄 | 沒有                   | 有                     |
| 恐龍                        | 皮皮的外形             |                        |
| 大雄送走皮皮時打牠          | 沒有                   | 有                     |
| 睡覺                        | 大雄是和皮皮一起睡覺   | 大雄是和嗶之助分開睡覺 |

- 恐龍獵人的服裝
- 皮球的顏色：在舊作中的是排球，而新作中的是粉紅色的皮球
- 黑衣人和德爾曼斯坦的交通工具
- 出現恐龍的種類大增，包括厚頭龍、甲龍、速龍、慈母龍（鴨嘴龍）、三角龍、劍龍、以及最後棘龍與暴龍的對決儼然《侏羅紀公園3》的經典場景重現
- 在火山湖偶遇一行人的，舊作說的是雷龍（正確應是迷惑龍），新作提到是比梁龍「遠更巨大幾個級別」的阿拉莫龍
- 竹蜻蜓故障的方式，舊作是突然掉下，新作是誇張的螺旋型自轉
- 在峽谷追逐一行人的，舊作只說是翼手龍（正確應是無齒翼龍），新作提到是「更大一號」的風神翼龍
- 恐龍獵人的基地外形與外觀，在新作中基地是在瀑布底下，而舊作中是在一個偽裝的稀疏樹林下方
- 新作中畫出恐龍獵人捕捉的數種恐龍。
- 舊作省略了收集露營需要的食物，以及用「自動罐頭加工機」煮食
- 換衣服照相機的場景：新作的描寫是因為多啦A夢的失誤，誤將靜香和胖虎的泳衣調換，而舊作的描寫是小夫誤將靜香的泳衣畫成泳褲更換
- 新作的描寫是隨意門並沒有輸入白堊紀的地圖，舊作並沒有提及（漫畫有提及）
- 新作省略了恐龍獵人讀取靜香等人記憶
- 新作的描寫是靜香等人被困在鐵籠中，而舊作則是被吊在半空中
- 新作的結局是大雄等人找到時光機的入口以乘坐多啦A夢的時光機返回二十世紀，舊作是大雄等人乘坐時光巡邏隊的時光船返回二十世紀
- 時光巡邏隊的時光機外型不同，體型也較小，船身字體由舊作只有英文的「T‧P」改成加入了漢字的「時警」
- 吃到糯米糰子的暴龍的走路方法:在舊作中是挺起上身走路，而新作中是后背水平走路
- 原作版內容與電影版的台詞（部分）有經過修改。例如原作版內有句台詞（依據日本法令規定，在廣播不得使用某些字彙，而電視或DVD亦是如此）而原作台詞為

## 其他
- 本作品是第一部於中国大陆院线公映的日本動畫電影，由於中國大陸並未曾上映過1980年版本的大雄的恐龍，因此並沒有像香港和台灣般加上「新」字以旨析別。
- 香港於2007年7月26日上映此作品，也是正值該電影首作在香港上映25周年，累積票房為166萬港元。較2004年的《大雄的貓狗時空傳》（300萬）少44.66%。网络评论认为这样的结果与香港代理的包装方式有很大关联，本作的卖点是“感动”“怀旧”而非“探险”。而香港代理依然以包装旧作的方式（如电影口号），导致与同档期的Keroro剧场版竞争落败。另外，香港三大叮当网站关闭也是原因之一。
- 本作品也首度開創於劇終後附上次年預告的慣例。內容是大雄在懸崖上挖化石，卻挖到哆啦A夢，並大叫「明年也要看喔」。不過畫面與第二年的《新魔界大冒險》毫無關係。
- 本作品原名為《大雄的恐龍2006》，但因為在海外上映時已經不是2006年，故將片名改為《新·大雄的恐龍》。

## 外部連結
- 哆啦A夢電影『大雄的恐龍2006』日本官方網站 （页面存档备份，存于）
- 《電影多啦A夢 新大雄的恐龍》香港官方網站 （页面存档备份，存于）
- 哆啦A夢電影『新大雄的恐龍』台灣官方網站
- 互联网电影数据库（IMDb）上《新大雄的恐龍》的资料（英文）
- 開眼電影網上《新大雄的恐龍》的資料（繁體中文）
- 时光网上《新大雄的恐龍》的資料（简体中文）
- 豆瓣电影上《新大雄的恐龍》的資料 （简体中文）
- bilibili《大雄的恐龍2006》線上看 （页面存档备份，存于）

| 華視主頻 星期六20:00~22:00         | 華視主頻 星期六20:00~22:00    | 華視主頻 星期六20:00~22:00 |
| ---------------------------------- | ----------------------------- | -------------------------- |
|                                    | 大雄的恐龍 (2009.02.21)       |                            |
| 超級星任務 (2008.12.27-2009.02.14) | 大雄的太陽王傳說 (2009.02.28) |                            |